# Bubber Johnson
Robert „Bubber“ Johnson (* um 1930) ist ein US-amerikanischer Sänger und Pianist, der in den 1950er-Jahren in den Genres Doo Wop, Soul und Rhythm and Blues Bekanntheit erlangte.

## Leben und Wirken
Johnson nahm in den 1950er-Jahren unter eigenem Namen eine Reihe von Songs wie Confidental, Ding Dang Doo, I Do Love You und I’m Confessin’ für Mercury und King Records auf; mit Come Home (King 4822) hatte er in den Vereinigten Staaten einen Charterfolg. Bubber Johnson, der eine gewisse Ähnlichkeit mit Fats Domino hatte, bevorzugte Balladen, die er am Piano begleitete. 1955 nahm er mit Lucky Millinder (Goody Good Love), Earl King und Little Willie John auf. In seiner Studioband spielten Jazzmusiker wie Hymie Shertzer, Stan Webb, Dick Hyman, Al Caiola, Jack Lesberg, Ruth Berman Harris, Don Abney, Specs Powell, Wendell Marshall, Panama Francis, Teddy Charles, George Kelly, Everett Barksdale, Kenny Burrell, Jimmy Lewis und Carl Pruitt.  Johnson trat auch in der Fernsehserie Goodyear Television Playhouse (1951) und in dem Spielfilm Unternehmen Rote Teufel (1952) auf. Ende des Jahrzehnts veröffentlichte er noch mehrere Alben wie Sings Sweet Love Songs und ging auf Tourneen. Der Diskograf Tom Lord listet Johnson zwischen 1951 und 1959 mit 20 Aufnahmesessions. Mit dem Aufstieg des Rock ’n’ Roll ließ sein Erfolg nach und er geriet in Vergessenheit.